# Brechmorhoga pertinax
Brechmorhoga pertinax is een libellensoort uit de familie van de korenbouten (Libellulidae), onderorde echte libellen (Anisoptera).
De wetenschappelijke naam Brechmorhoga pertinax is voor het eerst geldig gepubliceerd in 1861 door Hagen.